# ТКС (Торунь)
Торунський Спортивний Клуб (пол. TKS Toruń) — в даний час спортивного клубу не існує. Функціював у місті Торунь у 1922-31рр. Один з найкращих спортивних колективів Польщі у міжвоєвнний період.
Клуб було засновано 10 серпня 1922, і його першим головою був Йосип Лебіода, директор Сільськогосподарського та промислового банку Вісли. Клуб був зупинив своє існування через фінансові проблем в грудні 1931 року. Частина клубу була ліквідована або переведена в інші клуби (Gryf Toruń, Toruński Klub Lawn Tenisowy).

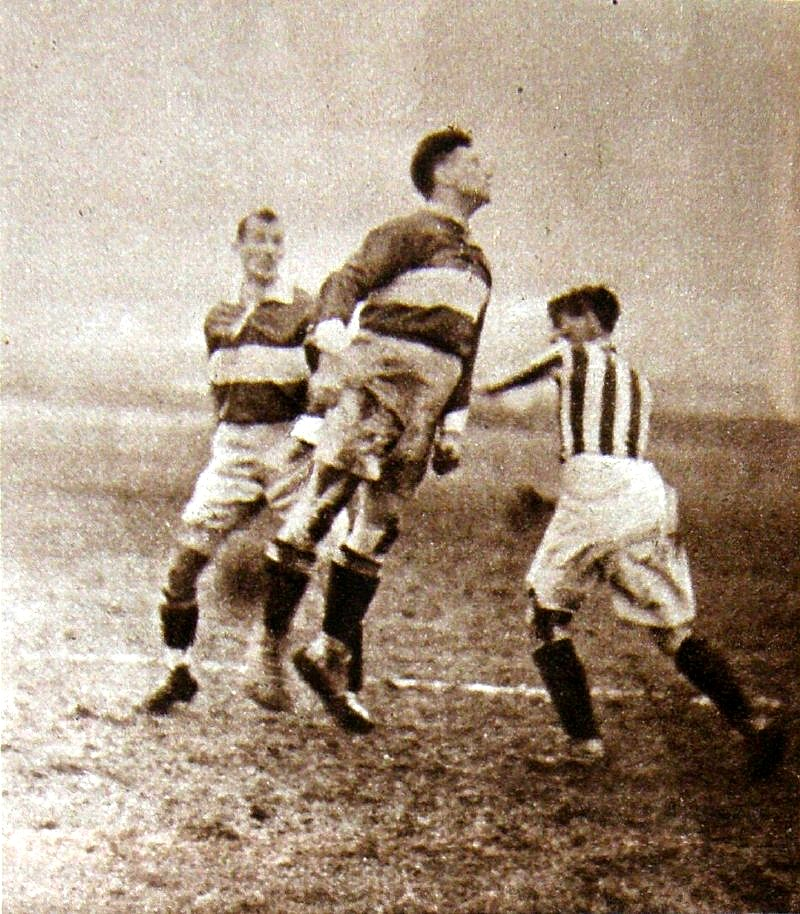
Матч Краковія — ТКС (1925)

Спортивні секції клубу: футбольна, хокейна, зимових видів спорту, тенісу та плавання.